# Fred Van Eps
Fred Van Eps (Somerville (New Jersey), 30 december 1878 - Burbank (Californië), 22 november 1960) was een Amerikaanse banjospeler en -maker. Vooral in de jaren tien van de twintigste eeuw was hij een succesvolle artiest, die voor verschillende maatschappijen vele honderden opnames maakte. Zijn Van Eps Recording Banjo was tot 1930 een bekend model.

## Het begin
Fred Van Eps, die van vaders kant afstamt van Nederlandse immigranten in New York, studeerde vanaf zijn zevende viool. Toen hij twaalf was raakte hij in de ban van de banjo. Hij kreeg er een van zijn moeder. Als tiener hoorde hij cilinders van de banjoïst Vess L. Ossman, die hij verzamelde en goed bestudeerde. Hij kocht een fonograaf waarmee je ook zelf opnames kon maken en na veel oefenen bood hij zich in 1897 als muzikant aan bij Edison's National Phonograph Company. Hij werd aangenomen en ging met pianist Frank P. Banta muziek maken voor Edison. Ondanks de stevige concurrentie van andere banjospelers, zoals Ossman, maar bijvoorbeeld ook het banjo-duo Cullen and Collins, verkochten de wasrollen van Van Eps goed. Het waren ragtime-songs als 'A Bunch of Rags' (1900) en 'Ar Ragtime Episode' (1902). Daarnaast gaf hij les en speelde hij met lokale orkesten.

## Hoogtijdagen
In 1904 maakte Van Eps (met William D. Bowen) zijn eerste grammofoonplaat, voor Columbia Records, 'Jack Tar March' en in 1910 nam hij voor het eerst op voor Victor. Hij ging zich voor Victor toeleggen op het opnieuw opnemen van de populaire songs van Ossman, die om technische redenen niet meer geperst konden worden (bijvoorbeeld omdat de master beschadigd was). Van Eps kreeg het in de volgende jaren druk, want hij ging (met succes) ook voor andere maatschappijen opnemen. In 1912 formeerde hij zijn Van Eps Trio, dat verschillende samenstellingen zou hebben en de harde kern van zijn verschillende groepen zou zijn: Van Eps Quartet, Van Eps Specialty Four, Van Eps Banjo Orchestra (vanaf 1914) en Van Eps-Banta Dance Orchestra (vanaf 1916, met Frank Banta jr. op piano). In zijn trio's en groepen speelden onder meer zijn broer, banjoïst Bill Van Eps, drummer George Hamilton Green en saxofonist Nathan Glantz. Vooral tijdens de Eerste Wereldoorlog maakte Van Eps veel opnamen. In 1917 ging hij met andere muzikanten die plaatopnames maakten op tournee, meestal steeds voor drie maanden, onder namen als the Phonograph Singers, the Popular Talking Machine Artists en Eight Famous Record Artists. Ook na de oorlog maakte Van Eps nog plaatopnamen, in New York en Montréal, maar na 1922 liep dat terug.

## Banjo-fabriek
Van Eps ontwikkelde een banjo, de Van Eps Recording Banjo en probeerde met platenartiest Henry Burr een onderneming op te zetten om het instrument te produceren. Hij richtte zich op de fabriek en stapte uit de Eight Famous Record Artists. Het werd geen succes, ook omdat door elektrische opnametechnieken (vanaf 1925) zijn luidere banjo op een gegeven moment niet meer nodig was. Rond die tijd had de ragtime ook zijn beste tijd gehad. Van Eps maakte zijn laatste opnames in 1926 (voor Edison) en in 1927 (Grey Gull): het was het einde van de hoogtijdagen van de platenartiest Van Eps. In de jaren dertig gaf Van Eps banjo-les, maar ook dat liep af: de banjo was niet meer zo populair. Van Eps stapte over op gitaar en speelde daarna als studio-muzikant onder meer met Benny Goodman, Ray Noble en Red Norvo.

## Comeback
In 1950 was Van Eps terug met een plaat, uitgegeven op een eigen label, 'Five String Banjo'. Op de plaat met zes nummers werd hij op piano begeleid door zijn zoon Robert. Zijn laatste album verscheen in 1956. Hierop speelde zijn andere zoon, George Van Eps, mee op banjo. George Van Eps zou later naam maken als jazzgitarist.
- Bibliothèque nationale de France: cb142354914 (data)
- International Standard Name Identifier: 0000 0000 7102 2064
- Library of Congress Control Number: n92055676
- MusicBrainz: 66f90e07-1a32-4886-aa8b-27d60a7d16ea
- Nationale Bibliotheek van Israël: 987012330270905171
- SNAC: w62h0c1m
- Virtual International Authority File: 33653857
- WorldCat: E39PBJjMwvD7qccP7DyHPBdvpP